# Ancistrus macrophthalmus
Az Ancistrus macrophthalmus a sugarasúszójú halak (Actinopterygii) osztályának harcsaalakúak (Siluriformes) rendjébe, ezen belül a tepsifejűharcsa-félék (Loricariidae) családjába tartozó faj.

## Előfordulása
Az Ancistrus macrophthalmus Dél-Amerikában fordul elő. Az Orinoco folyó alsó szakaszában és az abbaömlő mellékfolyókban található meg ez az algaevő harcsa. Venezuela egyik endemikus hala.

## Megjelenése
Ez a tepsifejűharcsafaj legfeljebb 7,9 centiméter hosszú.

## Életmódja
A trópusi édesvizeket kedveli. Az Ancistrus macrophthalmus, mint a többi rokona, a víz fenekén él és keresi meg a táplálékát.